# Frauke Scheunemann
Frauke Scheunemann (gebürtig Frauke Lorenz; * 1969 in Düsseldorf) ist eine deutsche Juristin, Journalistin und Schriftstellerin.
Gemeinsam mit ihrer Schwester Wiebke Lorenz veröffentlicht sie seit 2006 unter dem Sammelpseudonym Anne Hertz Frauenliteratur. Ihr erster eigenständiger Roman erschien 2010 unter dem Titel Dackelblick. Seit 2013 schreibt sie auch Kinder- bzw. Jugendbücher.

## Leben
Frauke Scheunemann studierte Jura. Mit einer Dissertation zu einem Thema des Jugendstrafrechts unter dem Titel Die Bedeutung freier Träger für ambulante Maßnahmen in der Jugendstrafrechtspflege wurde sie an der Universität Passau bei Werner Beulke promoviert. Seit 1996 lebt sie in Hamburg. Sie absolvierte ein Volontariat beim Norddeutschen Rundfunk und arbeitete journalistisch und als Pressesprecherin.
Sie ist mit einem Journalisten verheiratet und hat vier Kinder. Frauke Scheunemann war als Referentin in der Hamburger Kulturbehörde tätig, von dort wechselte sie zur Wissenschaftsbehörde. Nach der Geburt ihres vierten Kindes ging sie in Elternzeit. Sie lebt mit ihrer Familie in Hamburg-Hochkamp.

## Werke
- Dackelblick. Page & Turner, München 2010, ISBN 978-3-442-20357-4.
- Katzenjammer. Page & Turner, München 2011, ISBN 978-3-442-20369-7.
- Welpenalarm. Page & Turner, München 2012, ISBN 978-3-442-20391-8.
- Hochzeitsküsse. Page & Turner, München 2013, ISBN 978-3-442-20392-5.
- Winston – Ein Kater in geheimer Mission. Loewe, Bindlach 2013, ISBN 978-3-7855-7780-6.
- Winston – Agent auf leisen Pfoten. Loewe, Bindlach 2014. ISBN 978-3-7855-7781-3.
- Winston – Jagd auf die Tresorräuber. Loewe, Bindlach 2014. ISBN 978-3785581131.
- Winston – Im Auftrag der Ölsardine. Loewe, Oktober 2015. ISBN 978-3785581148.
- Winston – Kater Undercover. Loewe, 2016. ISBN 978-3-7855-8241-1.
- Winston – Lizenz zum Mäusejagen. Loewe, 2017. ISBN 978-3-7855-8242-8.
- Henry Smart. Im Auftrag des Götterchefs. Verlag Friedrich Oetinger, 2017. ISBN 978-3-8415-0595-8.
- Ziemlich unverhofft –  Eine Familienkomödie. Loewe, 2017. ISBN 978-3-442-48692-2.
- Henry Smart. Götteragent im Einsatz. Im Auftrag des Götterchefs. Verlag Friedrich Oetinger, 2018. ISBN 978-3-7891-0424-4.
- Dackelglück. Goldmann Verlag, 2018. ISBN 978-3-4424-9005-9.
- Winston – Samtpfoten auf Phantomjagd. Loewe, 2020. ISBN 978-3-7432-0626-7.
- Dackelliebe. Goldmann Verlag, 2020. ISBN 978-3-4422-0591-2.
- T wie Tessa – plötzlich Geheimagentin. Loewe, 2021, ISBN 978-3-7432-0392-1.
- Der Tote im Netz. Loewe, 2022, ISBN 978-3-8337-4467-9.
- T wie Tessa: Codewort Lotusblüte: 2. Loewe, 2022, ISBN 978-3-7432-0393-8.
- Mord am Haff. Loewe, 2023, ISBN  978-3-651-00102-2.
- Tod zur See. Fischer Scherz, Bern 2024, ISBN 978-3-651-00130-5.